# Shawangunk Mountains

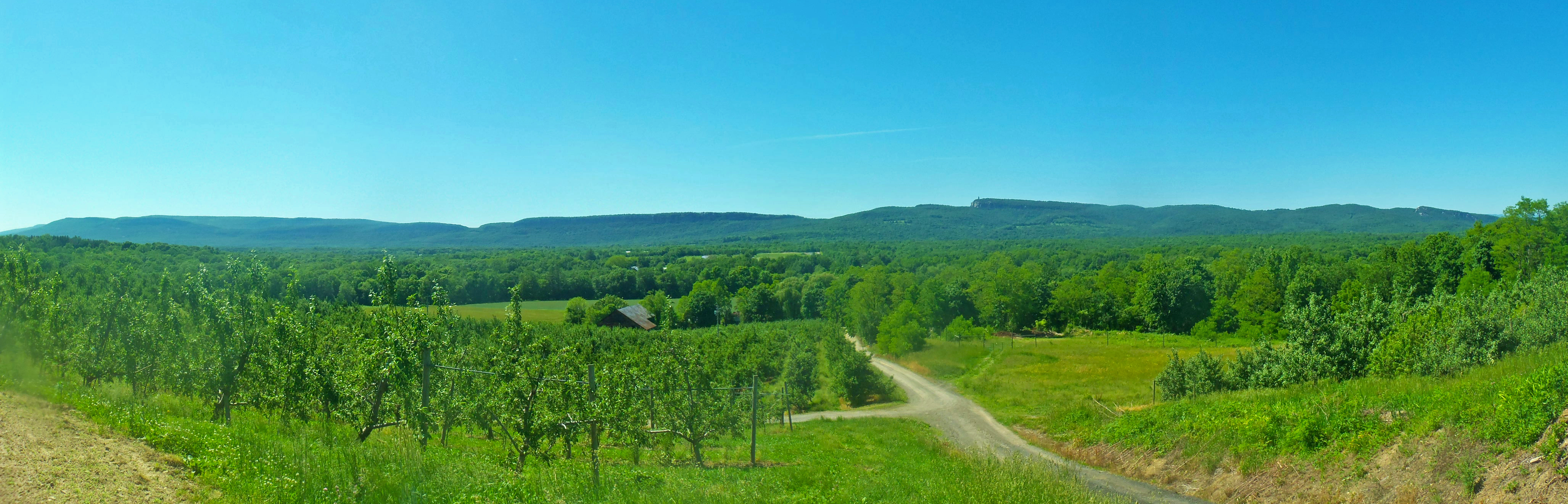
Blick auf die Shawangunk Ridge von New Paltz

Die Shawangunk Mountains (ʃɑːwəŋɡʌŋk), auch bekannt als Shawangunk Ridge oder kurz als The Gunks, sind ein Gebirgskamm im Ulster, im Sullivan und im Orange County des US-Bundesstaates New York, der sich vom nordöstlichsten Punkt von New Jersey bis zu den Catskill Mountains erstreckt. Die Shawangunk Mountains sind Bestandteil des langen, am weitesten östlich gelegenen Bergkamms der Appalachen, der in New Jersey als Kittatinny Mountain und in Pennsylvania als Blue Mountain verläuft. Die Shawangunk Mountains bilden hier die westliche Grenze des Great Appalachian Valley.

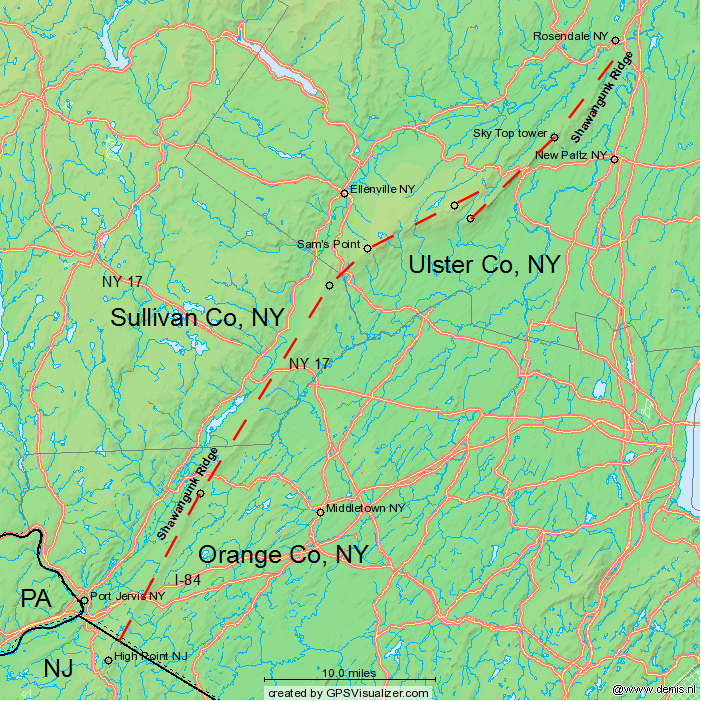
Die Karte zeigt den Verlauf der Shawangunk Mountains als rotgestrichelte Linie.

Auf dem Bergrücken, der sich an seinem nördlichen Ende deutlich verbreitert, bestehen mehrere Schutzgebiete in privater und öffentlicher Hand; er ist wenig besiedelt, die einzige größere Siedlung ist Cragsmoor. In der Vergangenheit waren die Shawangunk Mountains bekannt für Bergbau, Holzfällerei und für eine Blütezeit der Ernte von Heidelbeeren. Um das Wachstum dieser zu fördern, wurde häufig Feuer gelegt, um das Unterholz wegzubrennen.
In der Gegenwart sind die Shawangunk Mountains ein Ziel für Outdooraktivitäten, vor allem als eines der großen Klettergebiete Nordamerikas. Sie sind auch bekannt für die Biodiversität und ihren landschaftlichen Charakter. Der Bergkamm wurde von The Nature Conservancy als signifikantes Gebiet ihrer Landschaftsschutzprogramme eingestuft.

## Name
Der englische Name Shawangunk ist abgeleitet von dem niederländischenScha-wan-gunk, der nahekommendsten Transkription aus einer kolonialen Urkunde mit den Munsee Lenape.
Der Lenape-Linguist Raymond Whritenour gibt an, dass schawan ein unbelegtes intransitives Verb ist und soviel bedeutet wie „es ist rauchige Luft“ oder „da ist rauchige Luft“. Das zugehörige Partizip lautet schawank und bedeutet „das, was rauchige Luft ist“. Die Hinzufügung der Endung für den Lokativ ergibt schawangunk, also „in der rauchigen Luft“.
Whritenour geht davon aus, dass der Name seinen Ursprung im Niederbrennen eines Forts der Munsee durch die Niederländer am östlichen Fuß des Bergrückens im Jahr 1663 hat. Dieses Massaker beendete den Zweiten Esopuskrieg. Die Verwendung des Namens verbreitete sich rasch und wurde nach diesem Krieg in zahlreichen Landurkunden und Verordnungen verwendet. Der Historiker Marc B. Fried schreibt:

“It is conceivable that this was… the Indians’ own proper name for their village [and fort] and that the name was appropriated for use in subsequent land dealings because of the proximity of the…tracts to the former Indian village. … The second possibility is that the name simply came into existence in connection with the Bruyn [purchase of Jan., 1682, the first appearance of the name in documentary record], as a phrase invented by the Indians to describe some feature of the landscape.”

„Es ist denkbar, dass dies… der Eigenname der Indianer für ihr Dorf war und dass der Name für den Einsatz in nachfolgenden Landgeschäften wegen der Nähe der … Gebiete zum ehemaligen indianischen Dorf einschlägig wurde. … Die zweite Möglichkeit besteht darin, dass der Name in Verbindung mit dem Bruyn [Kauf vom Januar 1682, dem ersten Auftreten des Namens in urkundlichen Aufzeichnungen], als eine von den Indianern erfundene Phrase entstanden ist, um ein Merkmal der Landschaft zu beschreiben.“

Fried schrieb außerdem, dass die rasche Verbreitung des Namens in urkundlichen Dokumenten darauf hinweist, dass der Name bereits vor dem Bruyn-Landkauf verwendet wurde. Der Name Shawangunk taucht nirgends in der übersetzten umfangreichen Beschreibung des Zweiten Esopuskrieges als Bezeichnung für das Fort auf. Shawangunk wurde ab dem 18. Jahrhundert mit dem Gebirgskamm verbunden.
In der Lenape-Aussprache ist das Wort dreisilbig, Sha-wan-gun, wird aber in einer Urkunde des 18. Jahrhunderts mit einer vierten Silbe geschrieben. Die richtige Aussprache nähert sich an an sha (mit kurzem a) – wan (wie in want) – goon (wie in book), und das nachstehende k ist stumm und ändert den Klang des n.
Europäische Siedler begannen damit, Shawangunk in „Shongum“ (ˈʃɑːn.ɡʌm) zu verkürzen. Shongum wurde von Reverend Charles Scott fälschlich als Aussprache der Munsee bezeichnet, als dieser 1861 im Auftrag der Ulster County Historical Society über die Etymologie des Begriffes Shawangunk schrieb. Der Fehler wurde für mehr als 140 Jahre in ethologischen und geographischen Texten zu dieser Region weiterverbreitet.
Sowohl „Shawangunk“ als auch „Shongum“ sind verbreitete Formen unter Ortsansässigen, die in der Region geboren sind, und seit Mitte des 19. Jahrhunderts ist auch „The Gunks“ eine häufig verwendete Form der Benennung für den Gebirgskamm. In einem Brief vom August 1838 des Malers Thomas Cole an A.B. Durand schrieb er: 

“Do let me hear from you when you get among the Gunks. I hope you will find every thing there your heart can wish.”

Die Shawangunks waren speziell im Bereich um den Lake Mohonk ein Motiv für mehrere Maler der Hudson River School.

## Geographie
Die Shawangunk Mountains bilden das nördliche Ende einer langen Kette der Appalachen, die in Virginia beginnt, wo sie als North Mountain bekannt ist, die dann als Blue Mountain durch Pennsylvania verläuft und nach der Querung der Delaware Water Gap in New Jersey Kittatinny Mountains genannt wird. Nördlich der Staatsgrenze New Yorks trägt sie dann den Namen Shawangunk Ridge. Diese Gebirgskette bildet den westlichen und nördlichen Rand des Great Appalachian Valley.
Der Gebirgskamm hat seine größte Breite (rund 12 km) unweit seines nördlichen Endes und ist im mittleren Abschnitt mit weniger als zwei Kilometern Breite am schmalsten; die maximale Höhe hat sie mit 698 m in der Nähe des Lake Maratanza. Er erhebt sich über eine breite Hochebene, die sich ostwärts bis zum Hudson River erstreckt. Im Westen vermischen sich die niedrigen Ausläufer der Appalachen mit einer Tiefebene, die durch den Rondout Creek und den Sandburgh Creek, den Basha Kill und andere kleine Wasserläufe sowie am südlichen Ende durch den Neversink River und den Delaware River geschaffen wurde. Diese angrenzenden Täler ruhen auf relativ weichem Sedimentgestein, darunter Sandstein, Schiefer und Kalkstein.

## Natur
Die Diversität der Vegetation entlang der Shawangunk Mountains ist ungewöhnlich hoch; hier wachsen Spezies, die üblicherweise weiter nördlich oder südlich vorkommen oder solche, die sonst nur in der Küstenebene vorkommen. Das Ergebnis ist ein Gebiet, in dem viele regional seltene Pflanzen gefunden werden, auch an den Grenzen ihres Verbreitungsgebietes. Andere seltene Spezies in diesem Gebiet sind solche, die an die rauen Bedingungen auf dem Gebirgskamm angepasst sind.
Zu den vorkommenden Hochland-Pflanzengemeinschaften gehören Kastanien-Eichen und gemischte Eichenwälder, Kiefern-Ödland einschließlich Zwergkiefern-Rücken, Hemlocktannen-nördlicher-Hartholz-Wald und Klippen-und-Talus- und Höhlengemeinschaften. Die Feuchtgebiete umfassen kleine Seen und Bäche, Moore, Pechkiefer-Blaubeer-Torfmoor, ein Weiße-Scheinzypresse-Binnensumpf, Rot-Ahorn-Sümpfe, saure Sickerquellen, Kalk-Sickerquellen und ein paar Röhrichte.

## Geologie

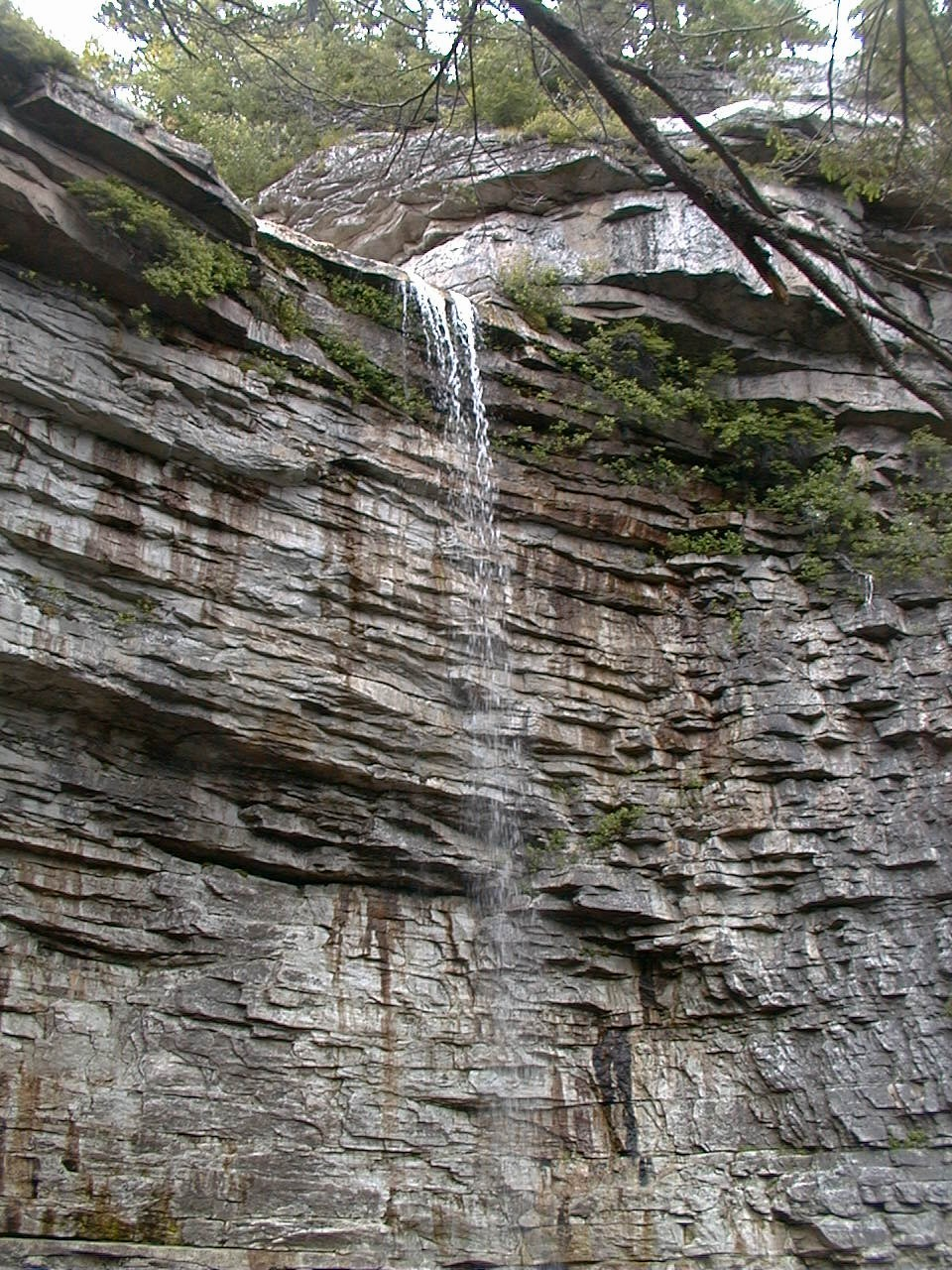
Awosting Falls in der Minnewaska State Park Preserve. Das Cliff besteht aus Konglomeratschichten.

Der Gebirgsrücken besteht überwiegend aus der Shawangunk-Formation, einem harten, silicium-zementierten Konglomerat aus weißen Quarz-Kieseln und Sandstein. Diese überlagert direkt die Martinsburg-Formation, die eine mächtige Turbidit-Abfolge aus dunkelgrauem Tonstein und Grauwacke ist. Sie wurde während des Ordovizium (vor 470 Millionen Jahren) in einem tiefen Ozean abgelagert, und das Shawangunk-Konglomerat wurde während des Silur (vor etwa 420 Millionen Jahren) über dem Martinsburg-Schiefer von breiten verflochtenen Flüssen abgelagert; beide Abfolgen von Sedimentgestein wurden während des Perm (vor etwa 270 Millionen Jahren) verformt und gehoben. Als Ergebnis dieser Verformung sind die Schichten in dem Rücken eingebunden in die nach Norden abtauchende Folge asymmetrischer Antiklinalen und Synklinalen, die sanft nach Westen geneigt ist. Dieselben Falten betreffen auch die Schichten, die die Shawangunk-Formation überlagern und nördlich der Shawangunk Ridge bei Rosendale anstehend und in aufgelassenen Zementgruben sichtbar sind. Die Schichten sind entlang des östlichen Randes der Shawangunk Mountains durch Erosion ausgefranst, woraus die aufragenden Kliffs resultieren, die für die Shawangunk Mountains charakteristisch sind. Das Shawangunk-Konglomerat ist hart und widerstandsfähig gegen Verwitterung, wogegen der darunterliegende Schiefer relativ leicht erodiert. Infolgedessen bildet das Quarzkonglomerat die Kliffe und Schutthalden insbesondere auf der Ostseite des Gebirgskamms.
Der gesamte Rücken war während der letzten (Wisconsin) Eiszeit vergletschert, wodurch die Grate, die Reste von Geschiebemergel und die abgelagerten Talushalden an der Ostseite des Rückens entstanden. Auf dem Rücken sind die Böden generell dünn, ziemlich säurehaltig, nährstoffarm und trocken, doch in Senken und anderen Abschnitten, wo das Wasser durch den Grundfelsen oder Geschiebemergel gehalten wird, gibt es hier und da Seen und Feuchtgebiete. Die Böden auf dem Tongestein sind dicker, weniger sauer und fruchtbarer. Die Topographie im nördlichen Teil des Shawangunks ist wegen einer Reihe von Verwerfungen unregelmäßig; dort sind sekundäre Plateaus und Steilhänge vorhanden.

## Eishöhlen
Eishöhlen sind tiefe Spalten im Grundgestein, die auch während des Sommers Eis enthalten; sie erzeugen eine kühle Mikroumgebung, die Pflanzen gedeihen lassen, die üblicherweise weiter im Norden heimisch sind, wie etwa Schwarz-Fichten, Hemlocktannen, Vogelbeeren und Gaultheria hispidula sowie Moose wie Isopterygium distichaceum. Sie konzentrieren sich in der Nähe von Sam’s Point in den nördlichen Shawangunks. Größere Kavernen aus Kalkstein finden sich entlang der niedrigeren Hänge in den Tälern vom Rondout Creek und Delaware River.
Seen und Feuchtgebiete liegen im Bereich der Shawangunks vor allem auf den flachen Kammlagen an ihrem nördlichen und südlichen Ende und, etwas weniger häufig, auf der Westseite in ihrem mittleren Abschnitt. Diese sind eher klar, nährstoffarm und sehr sauer, was mit der geringen Speicherkapazität des Untergrunds zusammenhängt. In den nördlichen Shawangunks gibt es fünf Seen, von Norden nach Süden sind dies: Mohonk Lake, Lake Minnewaska, Lake Awosting, Mud Pond und Lake Maratanza. Der pH-Wert in vier dieser Seen liegt um 4 (sehr sauer); lediglich Lake Mohonk, der teilweise auf Tonstein liegt, hat einen neutraleren pH-Wert.

## Öffentliches Land und Schutzgebiete

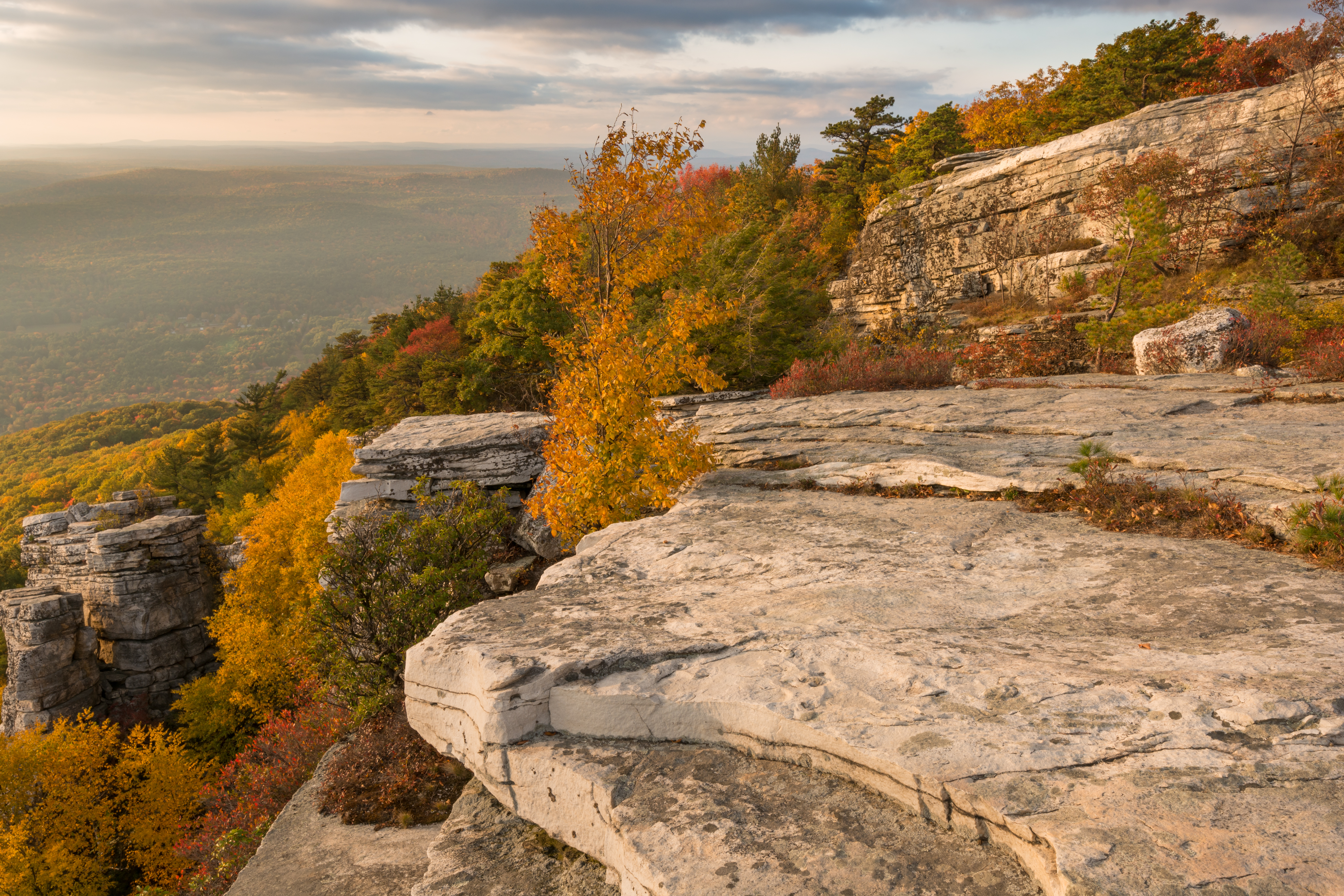
In der Bear Hill Preserve in Cragsmoor

Ein Großteil der Shawangunks besteht aus öffentlichem Land sowie mehreren kleineren Siedlungsgebieten. Der Norden ist großteils geschützt durch die Minnewaska State Park Preserve, deren Verwaltung auch Sam’s Point Preserve mit ihren über 160 km Wanderwegen und mehreren Klettergebieten unterliegt. 2007 folgten der Shawangunk Ridge State Forest und der Witches Hole State Forest. Der Fernwanderweg Long Path folgt dem Gebirgskamm vom Sullivan County bis in die Umgebung von Kerhonkson; südlich davon stellt der Shawangunk Ridge Trail die Verbindung zum Appalachian Trail bei High Point her. Über die Shawangunks führen mehrere alte Karrenwege, darunter die Smiley Road von Ellenville in die Minnewaska State Park Preserve sowie Old Plank Road und Old Mountain Road im Shawangunk Ridge State Forest. Zahlreiche der Fußwege werden unterhalten von der New York-New Jersey Trail Conference.
Entlang der Shawangunk Ridge existieren mehrere Wasserfälle, darunter: VerKeerderkill Falls, Awosting Falls, Buttermilk Falls und VerNooykill Falls.
2004 gefährdete der Plan, Luxuswohnungen zu errichten, die Kammlinie und eine Graswurzelbewegung gegen die Pläne erhielt Zulauf in der Region. 2006 ordnete ein Gericht den Verkauf eines Anwesens durch den privaten Eigentümer an, um ein Gerichtsverfahren zu beenden, das von einem Bauunternehmer beantragt worden war. Das Open Space Institute erwarb das Land und überschrieb es der Minnewaska State Park Preserve.
Anders als die großen Landbesitze in öffentlicher Hand im Bereich der Shawangunk Ridge, ist die Mohonk Preserve im Eigentum eines privaten Landtrusts, für dessen Besuch je nach Zweck eine tägliche Gebühr bezahlt werden muss.

## Freizeitaktivitäten

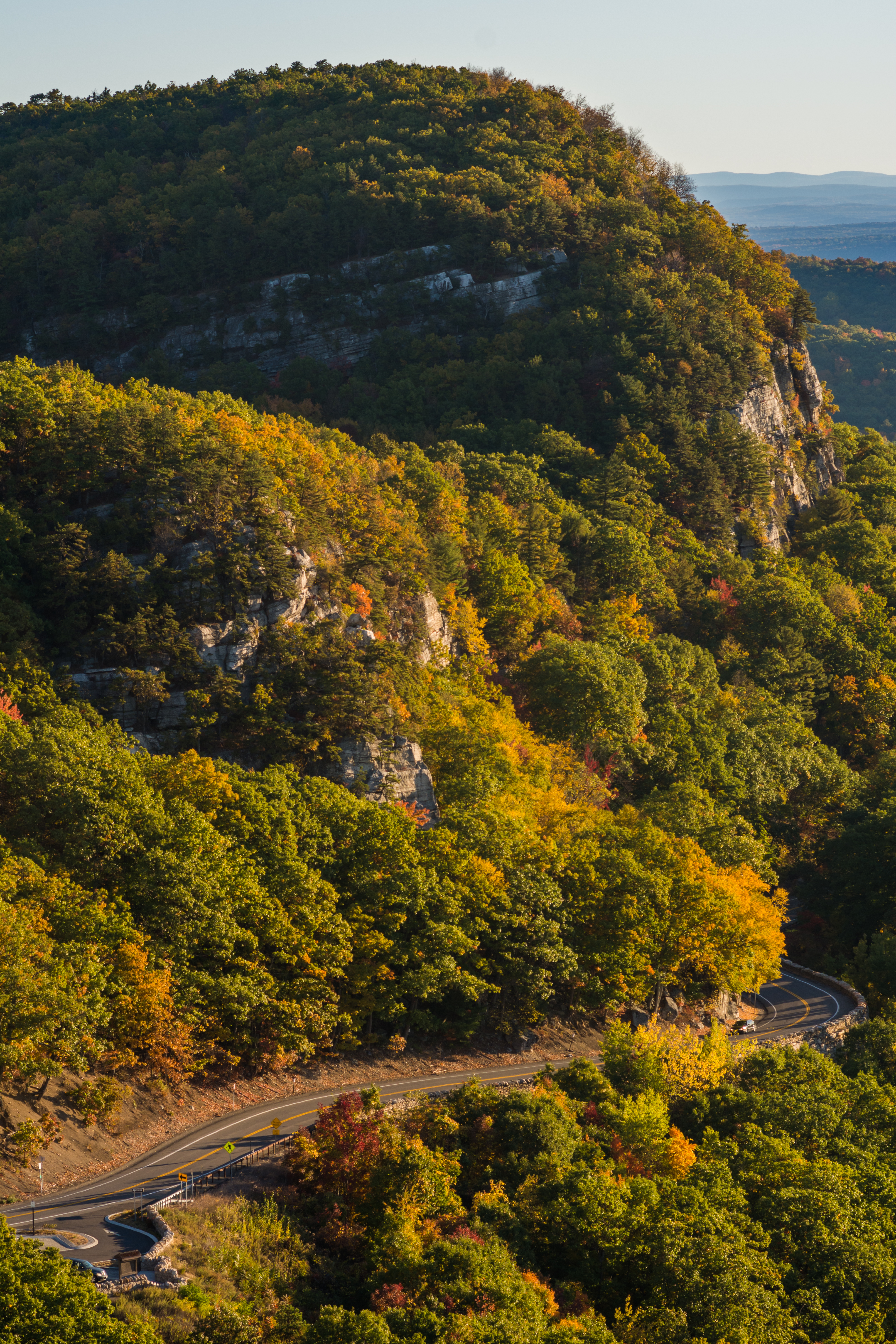
The Trapps und die Route 44/55, Blick vom Millbrook Ridge Trail

Der Shawangunk Ridge Trail beginnt am Appalachian Trail im High Point State Park in New Jersey und führt über eine Länge von rund 65 km nordwärts bis zur Sam’s Point Preserve in New York. Dieser Wanderweg folgt allgemein der Shawangunk Ridge und verwendet an manchen Stellen aufgegebene Straßen und frühere Bahntrassen.
Die Entwicklung des Felskletterns in den Shawangunks wird Fritz Wiessner und Hans Kraus zugeschrieben. Die Klettergebiete konzentrieren sich um die vier großen Kliffe des Gebirgsrückens: Millbrook, Near Trapps, The Trapps und Skytop. Von diesen ist The Trapps das längste und bei Kletterern beliebteste Kliff und am leichtesten erreichbar; die meisten der Kletterrouten der Shawangunks befinden sich hier. Die Near Trapps liegen an der Route 44/88 direkt gegenüber von The Trapps und folgen deren Popularität. Millbrook mountain ist das höchste und südlichste Kliff, aber auch am abgelegensten und so auch das am wenigsten bekletterte Kliff. Skytop gehört dem Mohonk Mountain House, hier kann nur unter Anleitung autorisierter Führer geklettert werden. Das Felsklettern ist außerdem erlaubt am Peters Kill und bei Dickie Barre in der Minnewaska State Park Preserve. Die Höhe der Kliffs ist unterschiedlich, und das höchste hat eine Höhe von knapp unter 100 m.

## Belege
1. ↑  Shawangunk Mountains. In: Geographic Names Information System. United States Geological Survey, United States Department of the Interior, abgerufen am 23. Juni 2017 (englisch).
2. ↑  The Nature Conservancy in New York. nature.org, archiviert vom Original (nicht mehr online verfügbar) am 2. Dezember 2008; abgerufen am 29. Juni 2017 (englisch).
3. ↑  Christopher Spatz: Smoke Signals. Hrsg.: Shawangunk Watch. Band 10, Nr. 1, 2005, S. 2 (englisch, shawangunks.org [PDF]).
4. ↑  Marc B. Fried: Shawangunk place-names. Indian, Dutch, and English geographical names of the Shawangunk Mountain region. Their origin, interpretation, and historical evolution. Marc B. Fried, Gardiner, NY 2005, ISBN 0-9663351-2-0, S. 5–8 (englisch).
5. ↑  Ulster County archives
6. ↑  Susan B. Wick – Clove Valley Lenni Lenape’ historian and medicine woman.
7. ↑  Touching Leaves Woman et al.
8. ↑  Christopher Spatz: The Vast Shon-gum Conspiracy. Hrsg.: Shawangunk Watch. Band 12, Nr. 2, 2006 (englisch).
9. ↑  Document of the Daniel Smiley Research Center, Mohonk Preserve via New York State Museum
10. ↑  Todd Swain: The Gunks Guide (= Regional Rock Climbing). Falcon Guides, 2004, ISBN 0-7627-3836-7.
11. ↑  Significant Habitats and Habitat Complexes of the New York Bight Watershed. US Fish & Wildlife Service (nctc.fws.gov (Memento des Originals vom 31. Oktober 2017 im Internet Archive)  Info: Der Archivlink wurde automatisch eingesetzt und noch nicht geprüft. Bitte prüfe Original- und Archivlink gemäß Anleitung und entferne dann diesen Hinweis.).
12. ↑  George Burbank Shattuck: Some Geological Rambles Near Vassar College. The Lord Baltimore Press, Baltimore 1907, S. 10 (Textarchiv – Internet Archive).
13. ↑  Laura Waterman, Guy Waterman, S. Peter Lewis: The Gunks Discovered: 1935–1945. In: Yankee Rock & Ice. A History of Climbing in the Northeastern United States. Stackpole Books, Harrisburg, PA 2001, ISBN 0-8117-3103-0, S. 117 ff. (books.google.de).
14. ↑  Mohonk Preserve 50th Anniversary | Mohonk Preserve. Archiviert vom Original am 19. Dezember 2015; abgerufen am 20. Januar 2016.  Info: Der Archivlink wurde automatisch eingesetzt und noch nicht geprüft. Bitte prüfe Original- und Archivlink gemäß Anleitung und entferne dann diesen Hinweis.
15. ↑  Hours and Fees | Mohonk Preserve. Archiviert vom Original am 4. Februar 2016; abgerufen am 20. Januar 2016.  Info: Der Archivlink wurde automatisch eingesetzt und noch nicht geprüft. Bitte prüfe Original- und Archivlink gemäß Anleitung und entferne dann diesen Hinweis.
16. ↑  Susan E. B. Schwartz: JFK’s Secret Doctor: The Remarkable Life of Medical Pioneer and Legendary Rock Climber Hans Kraus. Skyhorse, 2015, ISBN 978-1-63450-951-0, Kapitel 16 (books.google.de).
17. ↑  David Roberts: Escape Routes. The Mountaineers Books, Seattle 1998, ISBN 978-0-89886-601-8, S. 195 (books.google.de).
18. ↑  Dick Williams: The Climber’s Guide to the Shawangunks – The Trapps. 3. Auflage. Vulgarian Press, High Falls, NY 2004, ISBN 0-9646949-1-3, S. 42 (englisch).
19. ↑  Dick Williams: The Climber’s Guide to the Shawangunks – The Near Trapps – Millbrook. 2. Auflage. Vulgarian Press, High Falls, NY 2008, ISBN 0-9646949-2-1, S. xxxiv (englisch).
20. ↑  Dick Williams: The Climber’s Guide to the Shawangunks – The Near Trapps – Millbrook. 2. Auflage. Vulgarian Press, High Falls, NY 2008, ISBN 0-9646949-2-1, S. 230 (englisch).
21. ↑  David Crothers: Minnewaska’s Dickie Barre Area Open To Climbing. 15. April 2013, abgerufen am 5. Dezember 2014 (englisch).